# Aufklärungspanzer 38 (t)
Průzkumný stroj Aufklärungspanzer 38(t) (AufklPz 38(t)) vznikl počátkem roku 1944 na základě původně československého tanku LT vz. 38.
Místo věže z původního tanku byla instalována věž jiná, která byla převzata z osmikolového obrněného transportéru SdKfz 234/1. S věží byla převzata i výzbroj, která se skládala z automatického kanónu KwK 38 ráže 20 mm a kulometu MG 34 ráže 7,92. Věž měla otevřený strop, který byl pouze částečně chráněn pletivovým krytem bránícím vhození ručního granátu do vozidla.
V roce 1944 bylo celkem vyrobeno 70 kusů těchto průzkumných tanků.
Kromě toho vznikly dva prototypy pro průzkum, které však spíše připomínaly samohybné dělo. Tyto stroje se však do sériové výroby nedostaly.